# Osvaldo Santos
Oswaldo u Osvaldo Norberto Santos González (Bahía Blanca, Argentina; 5 de junio de 1953) es un exportero de fútbol hispano-argentino.

## Trayectoria
Nacido en Bahía Blanca, hijo un emigrante español, inició su carrera en el club local Atlético Huracán de Ingeniero White. Tras pasar por las categorías inferiores, llegó al primer equipo, con el que jugó en 1971 en el Torneo Nacional. Posteriormente fue contratado por el Club Atlético Lanús.
Tras cuatro años en la primera división argentina, en febrero de 1975 el Fútbol Club Barcelona de España lo fichó como guardameta de futuro. Considerado uno de los jugadores más prometedores de su país, el club catalán pagó el traspaso caro del fútbol argentino esa temporada —diez millones de pesetas al club Lanús y tres millones al jugador— pero nunca llegaría a jugar con el primer equipo. Gracias a su condición de oriundo, pudo debutar con el filial en Segunda División en la última jornada de la temporada 1974/75. El verano de 1975 el entrenador barcelonista, Hennes Weisweiler, se lo llevó a la concentración de pretemporada del primer equipo, aunque regresó al FC Barcelona Atlético para disputar la liga de Segunda División la temporada 1975/76.
La temporada 1976/77 el técnico del Barça Atlético, Luis Aloy, se marchó al Real Valladolid, club al que se llevó tres de sus pupilos del filial: Rusky, Pepe Moré y el propio Osvaldo Santos, en calidad de cedido. Tras una temporada con escasos minutos con los castellanos en Segunda División, en 1978 regresó a su país natal para enrolarse en Boca Juniors, donde fue suplente de Hugo Gatti. Con los «xeneizes» ganó la Copa Libertadores y la Copa Intercontinental, cuya final jugó en el partido de ida.
En 1981 fue traspasado a Argentinos Juniors, junto con Salinas, Bordón, Zanabria y Randazzo, como parte del pago por el fichaje de Diego Armando Maradona. Colgó las botas en 1983, tras pasar por el Independiente Santa Fe de Colombia, y de disputar el Campeonato Nacional con el Club Atlético Huracán.

## Selección nacional
Fue internacional con la Selección de fútbol sub-20 y sub-23 de Argentina

## Clubes
| Club                          | País      | Año       |
| ----------------------------- | --------- | --------- |
| CA Huracán de Ingeniero White | Argentina | 1971      |
| CA Lanús                      | Argentina | 1972-1975 |
| Sociedad Deportivo Quito      | Ecuador   | 1976      |
| FC Barcelona "B"              | España    | 1976      |
| Real Valladolid               | España    | 1976-1977 |
| CA Boca Juniors               | Argentina | 1978-1981 |
| Argentinos Juniors            | Argentina | 1981      |
| Independiente Santa Fe        | Colombia  | 1982      |
| Huracán                       | Argentina | 1983      |
| Racing Club                   | Argentina | 1984      |
| Lanús                         | Argentina | 1985      |

## Palmarés

### Campeonatos internacionales
| Título                | Club            | Sede         | Año  |
| --------------------- | --------------- | ------------ | ---- |
| Copa Intercontinental | CA Boca Juniors | Karlsruhe    | 1977 |
| Copa Libertadores     | CA Boca Juniors | Buenos Aires | 1978 |